# Таланкино (Псковская область)
Таланкино — деревня в Невельском районе Псковской области России. Входит в состав Усть-Долысской волости.

## География
Расположена на берегу реки Ущанка (Уща), на автодороге М20 (участок Невель — Пустошка), в 9 км к северо-западу от деревни Усть-Долыссы и в 30 км к северо-западу от города Невель.

## Население
| 2001 | 2002 | 2010 |
| ---- | ---- | ---- |
| 38   | ↘36  | ↘22  |

Численность населения деревни по оценке на начало 2001 года составляла 38 человек.